# Agua Linda, Veracruz
Agua Linda är en ort i Mexiko.   Den ligger i kommunen Texcatepec och delstaten Veracruz, i den sydöstra delen av landet, 150 km nordost om huvudstaden Mexico City. Agua Linda ligger 1 790 meter över havet och antalet invånare är 223.
Terrängen runt Agua Linda är bergig norrut, men söderut är den kuperad. Agua Linda ligger uppe på en höjd. Runt Agua Linda är det ganska glesbefolkat, med 36 invånare per kvadratkilometer. Närmaste större samhälle är Texcatepec, 2,7 km öster om Agua Linda. I omgivningarna runt Agua Linda växer i huvudsak städsegrön lövskog.